# Georges Kuntz
Georges Kuntz, né le 4 novembre 1892 à Uttwiller et mort le 21 octobre 1980 à Bouxwiller, est un homme politique français.

## Biographie
Instituteur à Imbsheim, il possède aussi une petite exploitation apicole et s'implique dans le syndicalisme agricole dès les années 1940, notamment au sein de la Corporation Paysanne, et, parallèlement, à partir de 1943, de la Confédération générale de l'agriculture française, qui est une organisation clandestine et s'oppose à la FNSEA après 1945.
A la Libération, il s'oriente vers l'action politique est élu conseiller général du Bas-Rhin, dans le canton de Bouxwillier, en 1945, et est ensuite constamment réélu jusqu'en 1970. La même année, il est élu maire du chef-lieu de ce canton.
Candidat en position non-éligible sur la liste de droite pour l'élection de la seconde assemblée constituante, en 1946, il n'est pas élu.
Après avoir fait l'impasse sur les élections de novembre 1946, il se présente à nouveau aux législatives de 1951, en troisième position sur la liste de droite menée par Georges Ritter, qui n'a qu'un seul élu.
En 1958, il se présente sans étiquette, mais avec le soutien du CNI, dans la 6ème circonscription du Bas-Rhin. Il obtient 27,9 % des voix au premier tour, et n'arrive qu'en troisième position. Il se maintient cependant au second, et l'emporte avec 54,4 % des voix contre Alfred Westphal, candidat gaulliste.
Apparenté au groupe du MRP, dont il est solidaire dans ses votes, y compris pour la motion de censure de 1962, il est un parlementaire assez discret, n'intervenant pas en séance.
Candidat à sa réélection en 1962, il arrive en tête du premier tour, avec 40,8 % des voix, mais, n'ayant pas élargi son électorat, est nettement battu au second par Alfred Westphal.
Il se concentre alors sur ses mandats locaux.